# Списак епизода серије Династија (српска ТВ серија)
Династија је српска телевизијска серија продукцијске куће Emotion, римејк истоимене америчке серије из 1980-их. Премијера серије била је 27. септембра 2021. године на телевизији Пинк. Упркос првобитном плану да се обраде свих 220 епизода оригиналне серије, због слабе гледаности, Династија је прекинута након 61. епизоде (крај 3. сезоне оригиналне серије), која је емитована 6. јануара 2022. године.

## Преглед серије
| Сезона | Сезона | Епизоде | Епизоде | Оригинално емитовање | Оригинално емитовање |
| Сезона | Сезона | Епизоде | Епизоде | Премијера            | Финале               |
| ------ | ------ | ------- | ------- | -------------------- | -------------------- |
|        | 1.     | 61      | 61      | 27. септембар 2021.  | 6. јануар 2022.      |

## Епизоде
| Бр. еп. (укупно) | Бр. еп. (у сезони) | Наслов               | Редитељ                    | Премијера           |
| --- | ------------------ | -------------------- | -------------------------- | ------------------- |
| 12 | 12                 | Пилот                | Марија Перовић             | 27. септембар 2021. |
| Грађевински магнат и власник компаније Кадвест груп, Бранко Кадић, припрема венчање са својом бившом секретарицом Кристином. Иако воли Бранка, она сматра да ће улазак у моћну породицу бити превелики залогај за њу. Са друге стране, Бранко је свестан да Кристина гаји осећања према другом мушкарцу, њеном бившем љубавнику и његовом запосленом Момчилу Бјелићу. Док је Момчило био на службеном путу, Бранко је успео да освоји Кристину. Након пословног дебакла у Африци, Момчило се враћа у Београд и Бранко га позива Момчила на брифинг. То је, заправо, начин да се он и Кристина сретну и да Бранко процени да ли међу њима и даље има емоција. Кристина је свесна да је то намештаљка. Због тога и након што доживи непријатност у вили Кадић, Кристина у бесу говори Бранку да почиње да се предомишља о венчању и одлази. Бранкова деца из прошлог брака се враћају из иностранства – промискуитетна ћерка Анастасија, која је отворено непријатељски настројена према Кристини и син Стефан, бисексуалац у којем Бранко не види потенцијал да га једног дана наследи на челу компаније и с којим има хладан однос. Бранко жели да се Анастасија смири и жели да јој пар на венчању буде братанац његовог великог ривала, Војина Константиновића. Анастасија сматра да ово није ништа друго него пословно спајање, јер је Војинова компанија далеко већа од Кадићеве. Она потајно има аферу са Бранковим возачем, Михаилом. Момчило пристаје да уђе у посао са старим другом и грађевинцем Веселином Дражетом. Момчилова супруга Лидија излази из менталне болнице у којој је била две године и покушава да обнови породични живот са Момчилом и њиховом ћерком тинејџерком Мањом. Кристина почиње да размишља да је, можда, остало жара из њене некадашње везе са Момчилом. Њих двоје се састају и она га пита има ли још осећања према њој, а он слаже да нема, како би очувао брак са Лидијом. Кристина и Бранко се мире. Кад је приликом несреће на његовом градилишту повређен један радник, Веселин посумња да иза тога стоји Бранко.                   |                    |                      |                            |                     |
| 3 | 3                  | Венчање              | Марија Перовић             | 28. септембар 2021. |
| Бранко и Кристина се венчавају на гламурозној свадби у њиховој вили пред гомилом званица из света бизниса, забаве и спорта. Неискусна и скромна Кристина једва успева да се снађе у овом „вашару таштине“ на који није навикла. У току свадбе, Анастасија сурово одбија удварање Огњена Константиновића и отворено флертује са његовим стрицем Војином. Веселин је бесан, јер добија додатне поуздане информације да је Бранко одговоран за несрећу на његовом градилишту у којој је теже повређен један радник. О овоме обавештава Момчила који је оптерећен покушајима поновног успостављања породичних односа нарушених његовим одсуством и боравком његове супруге Лидије у менталној установи. Веселин изазива скандал упадајући на свадбу и оптужујући Бранка за саботажу на градилишту. После кратке расправе, Бранко успева да се елегантно извуче, предлажући Веселину да поразговарају насамо. Веселина од тежих батина од стране Бранковог обезбеђења спашава Момчило, који долази јер га је позвао Стефан према којем има очински однос. Момчило даје отказ Бранку и пристаје да уђе у посао са Веселином. На крају, због присуства Кристине, између Бранка и Момчила севају варнице љубоморе. |                    |                      |                            |                     |
| 4 | 4                  | Медени месец         | Марија Перовић             | 29. септембар 2021. |
| Бранко и Кристина су принуђени да прекину медени месец и хитно се враћају у Београд због пословних проблема. Анастасија покушава да се зближи са Огњеном Константиновићем, а Михајло, њен љубавник и Бранков возач, је љубоморан. Момчило је купио Лидији нов ауто, у жељи да се она осамостали и стекне самопоуздање након изласка из менталне институције. Лидија није спремна и то изазове свађу међу њима. Момчило одустаје. У међувремену, инспекција је обуставила радове на његовом градилишту, па Веселин и Момчило одлазе у радничку кафану да се договоре са радницима. За то време, Лидија ипак успева да одвезе нов ауто до Момчиловог градилишта, где упознаје Стефана Кадића. Обострана привлачност је очигледна. Охрабрен, Стефан одлази у радничку кафану да тражи посао на градилишту, где испровоцира тучу и добије батине. Ипак, Момчило и Веселин успеју да убеде раднике да остану у пројекту, а и Стефан добија посао. Конкурент Војин Константиновић покушава да потисне Бранка из великог београдског пројекта. Анастасија се ушуњала на Бранков састанак са адвокатом и сарадницима и предлаже да се договоре са Момчилом и Веселином, који су добили ексклузивно право на део тог земљишта. Бранко прихвата Анастасијин предлог да организују вечеру за пословне партнере, где ће позвати Момчила са супругом. Кристина је револтирана, како због тога, тако и због послуге која је не слуша. Зато их Бранко сазове и преслиша, демонстративно отпуштајући главног кувара. Анастасија кришом одлази код Војина Константиновића. Са њим склапа договор да ће се удати за његовог братанца Огњена, уколико он спаси Бранка од банкрота због пропалог посла у Азији. |                    |                      |                            |                     |
| 5 | 5                  | Свечана вечера       | Марија Перовић             | 30. септембар 2021. |
| На изненађење свих, Бранко долази на градилиште и извињава се Момчилу и Веселину због туче која се догодила на његовом венчању. Осим што позива Момчила да се врати на свој стари посао у Кадвест групи, Бранко их обојицу позива на свечану вечеру коју организује за своје пословне партнере и најмоћније људе у грађевинској индустрији. Веселин је спреман да иде на забаву, али се Момчило премишља. Лидија сматра да је то зато што се брине да ће она направити сцену на вечери, али Момчило заправо верује да је вечера само повод да Бранко истерује своје интересе. Такође, није му свеједно што ће видети Кристину. Док Кристина показује Момчилу кућу, он јој признаје да ју је увек волео и да ће је увек волети. Кристина је бесна због ове изјаве јер јој је одузео било какву моћ одлучивања. Ово чује Анастасија која је у то време са Огњеном у базену. Војин обећава Бранку било какву финансијску подршку, у случају приближавања њихове две породице, односно у случају да се Анастасија уда за Огњена. У договору са Војином, Анастасија проводи више времена са Огњеном иако јој је невиђено досадан. Она ипак налази начин да се забави и њих двоје завршавају голи у базену. |                    |                      |                            |                     |
| 6 | 6                  | Продана невеста      | Катарина Живановић Ћеранић | 4. октобар 2021.    |
| Иако је Бранко забринут да Војин Константиновић неће уплатити договорени новац да би одблокирао рачун компаније, радује га чињеница да ће се посао око изградње хотела у Швајцарској наставити. Огњен наставља да неуморно мува Анастасију и користи долазак на доручак код Кадића да би се извинио за своје ружно понашање за време журке. Након овог доручка, Бранко преломи и први пут посаветује Анастасију да је Огњен заиста добра прилика за њу. Анастасија, иако јој овај очев савет да се уда за Огњена није по вољи, и свесна свог договора са Војином Константиновићем одлази у Констант холдинг у намери да се уместо за Огњена, уда за Војина. Војин не пристаје на то, већ притисне Анастасију да испоштује договор који су постигли. Иако разочарана, Анастасија након овог разговора ипак одлази до Огњена и одлази са њим на Свети Стефан да би што пре испунила свој део договора са Војином. Виктор Килибарда после дуго времена поново ступа у контакт са Стефаном и обавештава га да послом долази у Београд из Њујорка и да би желео да се виде. Иако није желео никакав контакт са Виктором, никако није могао да избегне позив који је дошао на фиксни телефон, а који је случајно запазио и Јован. Виктор покушава да убеди Стефана да пође с њим за Њујорк и наставе да живе заједно, али га Стефан, иако још има емоција према њему, одбија. Да би напредовао, Михајло покуша сам да сазна где су Веселин и Момчило нашли паре за наставак изградње елитног насеља у центру града и зато одлази до банке која им је дала кредит да би припретио директору банке да им тај исти кредит ускрати. Бранко побесни на Михајла када сазна за ово, али му због његове оданости повећа плату. Огњен и Анастасија се враћају са мини-путовања и породици објављују да су се венчали. |                    |                      |                            |                     |
| 7 | 7                  | Откривање            | Катарина Живановић Ћеранић | 5. октобар 2021.    |
| Михајло не може да се помири са чињеницом да се Анастасија удала, па зато открива Бранку да су Војин и Анастасија склопили договор у вези са њеним браком са Огњеном. Бранко је бесан и улази у свађу са Анастасијом због тога. Њему никада није требала помоћ до сада и ван себе је због тога што је Анастасија преузела то на себе, без договора са њим. Анастасија је револтирана и говори Бранку како може одмах да се разведе од Огњена, али јој он то забрањује и инсистира да Анастасија треба да да све од себе да њен брак успе. Стефана настављају да прогањају радници на послу након што су сазнали да је хомосексуалац. Мања вежба за представу и у томе јој помаже старији момак из школе који је мува на мало грубљи начин, што ју је ужасно узнемирило. Мања одлази од куће у страху да постаје попут своје мајке, а када се Лидија врати кући и схвати да Мања није ту, зове Момчила у паници. Бранко жели да има дете са Кристином, а иако и она то жели, испоставља се да није потпуно спремна за такав корак. Момчило позива Стефана на вечеру, где долази до изражаја Лидијино и његово поклапање. Тензија између Лидије и Стефана осетиће се када остану насамо. |                    |                      |                            |                     |
| 8 | 8                  | Долазак у рај        | Катарина Живановић Ћеранић | 6. октобар 2021.    |
| На крају смене на градилишту, Стефан скупи храброст да позове Лидију. Ни њој ни њему није жао због њиховог пољупца. Веселин је решен да одврати Стефана од хомосексуалности, па га одводи у јавну кућу. Стефан заврши у соби са лепом младом проститутком, али ништа се између њих не догоди. Након пропадања огромне инвестиције на азијском тржишту, Бранко и Андрија одлучују да сва средства компаније буду пребачена на рачуне нових фиктивних фирми на чијем челу је Кристина. Ипак, она инсистира да отворе хуманитарну фондацију, на шта Бранко мора да пристане да би спасао своју компанију. Стефан је, као син конкурента, оптужен да је изазвао хаварију на Веселиновом и Момчиловом градилишту како би их саботирао. Очајан, Стефан моли Бранка да помогне Момчилу и Веселину да наставе посао. Бранко одбија да им пружи помоћ, јер сматра да Стефан треба сам да решава своје проблеме. Кристина је згрожена због Бранкове безобзирности према њој и грубости према сину. Одлучује да прода минђуше које је добила од Бранка на поклон. Уз помоћ другарице Јасне и ситних лажи, успева да изради копију коју ће носити пред Бранком. Новац даје Момчилу, како би могао да настави са послом. |                    |                      |                            |                     |
| 9 | 9                  | Лаж                  | Катарина Живановић Ћеранић | 7. октобар 2021.    |
| Док Бранко бесно покушава да сазна ко је помогао Момчилу да се врати у посао, Момчило открива да је једног од његових радника потплатио Бранко да саботира машину на градилишту и окриви Стефана. Момчило налази радника у кафани и између њих двојице избија туча, после које Момчило запрети раднику да више никад не сме да дође на градилиште. Лидија се труди да се што пре врати у нормалу и да се посвети породици након одсуства. Предлаже Момчилу да иде на родитељски састанак, али Момчило сматра да је прерано. Мања се за то време тешко носи са чињеницом да је њена мајка била на психијатријском лечењу, јер се боји да је болест можда генетска. Због тога одлази да прича са психијатром који је лечио Лидију и који је уверава да њени психички проблеми нису наследни. Анастасија разговара са Стефаном о његовој сексуалности јер јој није јасно какав однос има према женама. Он јој објасни да је хомосексуалац али да је свеједно имао односе са неколико жена. Анастасија сазнаје да Виктор долази у Београд и да зове Стефана да се нађе са њим, па Анастасија уместо њега кришом одлази на аеродром да га покупи колима. У повратку, покушава да наговори Виктора да остави Стефана јер му само отежава живот, али Виктор је убеђује да међу њима постоји љубав. На крају напорног дана, Бранко случајно проналази Кристинине пилуле за контрацепцију и побесни. Његов бес доводи до трауматичног догађаја који оставља трајне последице на Кристину. |                    |                      |                            |                     |
| 10 | 10                 | Огрлица              | Катарина Живановић Ћеранић | 11. октобар 2021.   |
| Након Бранковог сексуалног напада, Кристина је веома љута и не жели да му се јави на телефон. Како би поправио однос, Бранко ради оно што једино и зна — наручује много орхидеја за Кристину. Лидија жели да поправи однос са ћерком Мањом, те јој за излазак поклања хаљину коју је сашила. Таман кад помисли да је то одлична прилика да проведе мало времена са својим мужем, Момчило јој говори да вечерас мора да иде у кафану са екипом са градилишта, да се прослави доношење новог урбанистичког плана градње. Лидија захтева да пође са њим, али је Момчило одбије. Револтирана, Лидија излази сама у клуб заборављајући да треба да покупи Мању. Уместо да оде кући, Лидија читаву ноћ проведе у Стефановом друштву. Анастасија вече проводи поред Михајла, који да би је задобио, открива фамозну информацију коју је добио од Војинове секретарице – Кристина је продала свој накит и дала паре Момчилу да доврши пројекат на којем ради. Анастасија већ сутрадан одлучи све то да провери како би имала чиме да дискредитује Кристинино поверење код Бранка. Лидија поново одлази на редовну сеансу са својим психијатром, где изјављује да је забринута што Момчило не обраћа пажњу на њу и страхује да је он заљубљен у Кристину. Након ове исповести код психијатра, Лидија одлучи да оде и потражи Кристину и да јој саспе у лице да зна да је била са Момчилом док је она била у болници. Момчило за то време и даље има разлога за славље, јер је све што су до сада подигли без дозволе, усвајањем новог грађевинског закона легализовано. Након нове бурне ноћи, Момчила прекори Мања, стављајући му до знања да се понаша као кретен према Лидији. За то време, Лидија ту ноћ поново проводи са Стефаном. |                    |                      |                            |                     |
| 11 | 11                 | Селидба              | Ненад Огњеновић            | 12. октобар 2021.   |
| Стефан се сели и мења живот из корена – изнајмљује стан, наставља школовање и запошљава се у Бранковој фирми. Бранко је скептичан, а Кристина ентузијастична. Веселин поклања нови Јагуар Момчилу који није одушевљен скупоценим поклоном, док им посао још увек није кренуо. Веселин га убеђује да прихвати поклон уз објашњење да морају да уложе у пословни имиџ. Момчило се састаје са Кристином која га обавести да Лидија зна за њих. Он одлучи да се некако искупи Лидији и нуди јој путовање на медени месец који до сад нису имали. Мања почиње да сумња да су Лидија и Стефан у вези. Са друге стране, Бранко од Михајла сазнаје да се Стефан виђа са Лидијом и инсистира на Михајловој дискрецији. После страствене свађе, Анастасија одлази од Огњена и ноћ проводи са Михајлом. Он због тога добије озбиљне батине пар дана касније од људи које је Бранко ангажовао да га науче памети. Мања, пратећи Лидију, успева да услика њен и Стефанов пољубац. Парадоксално, Лидија и Стефан те вечери раскидају. Лидија у стану затиче Момчила, забринутог због Мање, која је нестала. Своју фрустрацију због њеног нестанка Момчило пројектује на Лидију. Њихову расправу прекине Веселин који им јавља да је Мања код њега. Она покуша да побегне кад угледа Лидију и Момчила, али након што је стигне, Момчило је уверава да ће породица остати на окупу. |                    |                      |                            |                     |
| 12 | 12                 | Рођенданска забава   | Ненад Огњеновић            | 13. октобар 2021.   |
| Михајло саопштава Бранку да је Кристина кришом ископирала и заложила минђуше које јој је Бранко поклонио, а новац дала Момчилу. Анастасија помаже Стефану око припреме прославе усељења у изнајмљеном стану, где у орману проналази скупу вечерњу хаљину — поклон за Лидију. Анастасија и Огњен обећавају да неће рећи Бранку за Стефанову тајанствену девојку. Иако првобитно одбија Кристинин предлог, Бранко прихвата да организују рођенданску забаву за Војина како би тестирао Кристину. Од ње тражи да на рођенданској прослави последњи пут носи минђуше, коју наводно намерава да прода због новчаних проблема. Када Анастасија грубо одбије Огњенове нежности, он инсистира да она призна зашто се удала за њега. Анастасија му открива да је у питању био договор са Војином. Револтиран, Огњен намерно изазива скандал на Војиновој рођенданској прослави. Узнемиреној Кристини, Анастасија саопштава да зна за тајну њених минђуша. Сутрадан, Анастасија предлаже Момчилу да нестане из живота породице Кадић заједно са Кристином, јер Бранко зна за превару. Момчило враћа Кристини позајмљен новац и обоје се својски труде да обуздају страсти и емоције. Кристина покушава да, преко другарице Јасне, откупи назад скупоцене минђуше, али неко ју је предухитрио. |                    |                      |                            |                     |
| 13 | 13                 | Раскид               | Ненад Огњеновић            | 14. октобар 2021.   |
| Јован даје до знања Кристини да она не припада породици Кадић и не крије од ње да му није симпатична. Кристина схвата да је Бранко тај који је купио минђуше, како би јој показао да зна шта се десило. Бранко се осећа издано, зато што му је Кристина радила иза леђа, а она схвата да је живот немогућ под оваквим условима и напушта га. Стефан признаје Лидији да је провео ноћ са Виктором, својим бившим момком, али да више не жели да се виђа са њим. Међу њима је дефинитивно готово. Виктор на ово реагује бурно, али Стефан остаје при своме. Виктор одлучује да нема избора, осим да се врати за Њујорк. Пре тога, он инсистира да се поздрави са Стефаном и долази код њега у вилу Кадић. Растројен од растанка са Кристином и претераног умора, Бранко затиче Виктора и Стефана у соби како се грле. Бранко је ван себе и насрће на Виктора. Током њихове туче, Виктор се саплете, удари главом о оквир кревета и умре на лицу места. |                    |                      |                            |                     |
| 14 | 14                 | Затвор               | Ненад Огњеновић            | 18. октобар 2021.   |
| Одмах након несреће са Виктором, вила Кадић је окружена полицијом и новинарима. Кристина се враћа кући, чим је чула вести. Иако су она и Бранко били у свађи, она прелази преко тога, да би га подржала у овом тешком тренутку. Бранко је растројен због свега и не схвата озбиљност ситуације све док га полиција не приведе. Његов адвокат Андрија и Кристина су са Бранком у полицијској станици када сазнаје да ће бити оптужен за убиство. Андрија је озбиљно забринут, јер делује као да неки од Бранкових непријатеља утичу на ову већ неповољну ситуацију. Суђење Бранку се одвија уз велики сензационализам. Стефан и Бранко су непрестано у медијима, који прате суђење и чланове породице. Чланови управног одбора његове компаније желе да искористе ову ситуацију у своју корист и потисну Бранка, али, захваљујући Кристини, то им не полази за руком. На суђењу, Анастасија сведочи у Бранкову корист и говори да се Виктор саплео. Стефан је револтиран и сведочи супротно од Анастасије, пребацујући кривицу на Бранка. |                    |                      |                            |                     |
| 15 | 15                 | Сведочење            | Ненад Огњеновић            | 19. октобар 2021.   |
| Да би окренуо јавно мњење у своју корист, Бранко одлучује да у своју одбрану на суђењу, исприча све и каже да му је главна намера била да заштити сина од Виктора и хомосексуалности. Бранков адвокат Андрија је строго против таквог начина одбране на суду, јер то захтева укључивање пуно ствари, где врло лако може доћи до тога да се каже нешто погрешно, али на крају пристаје на овај план. Паралелно са тим, тужилац Жељко Родић уз помоћ Војина Константиновића успева да добије контакт кључног сведока, који ће пред судом и јавним мњењем потврдити да је Бранко имао насилничку прошлост. У даљем току суђења, тужилац од Јована и Кристине не успева да добије потврду да је Бранко насилан и да је на дан убиства, непосредно пре самог чина, рекао да ће убити Виктора. Кључни сведок који ће доказати Бранкову тезу одбране је Лидија, која посведочи да је била у емотивној вези са Стефаном, иако је удата за Момчила и да јој је Виктор претио због тога. Ово сведочење изазива Момчилов бес, па нападне Бранка у судници, али тиме окреће све у његову корист. Пошто Бранко сведочи у своју одбрану и у емотивном сведочењу успе не само да одбаци наводе оптужнице, него и да окрене јавно мњење у своју корист, тужилац као свог кључног сведока уведе Александру, Бранкову бившу жену која није била у Београду 16 година и која би могла да промени ток суђења и да Бранка пошаље у затвор. |                    |                      |                            |                     |
| 16 | 16                 | Алекс наступа        | Милена Грујић              | 20. октобар 2021.   |
| Суђење Бранку је у току, а новинарима је блокиран приступ у судницу. Мистериозна сведокиња тужилаштва је Александра Кадић, која износи шокантне детаље свог развода од Бранка, због своје прељубе. Тужилац закључује да Бранко Кадић има историју насилног понашања, након чега Кристини позли од стреса. Док Лидија лежи у болници, несвесна након удеса, Момчило одводи Мању из града. За то време, Бранко изричито забрањује свом адвокату да унакрсно испита Александру. У својој завршној речи, тужилац Жељко Родић тражи максималну казну за убиство са предумишљајем. Бранков адвокат тврди да за то нема доказа и труди се да убеди судије да је Викторова смрт несрећан случај. Доношење пресуде је одложено за наредни дан, а новинари прогањају све чланове породице Кадић. Лидија бурно реагује када сазна да је Момчило одвео њихову ћерку, а Александра покушава да објасни Стефану зашто се изненада вратила у њихове животе. Бранко осећа кривицу због распада Лидијине породице и жели да јој помогне, али она то одбија. Анастасија жестоко пребацује Кристини што није била уз Бранка у најтежим тренуцима суђења. Бранко покушава пред Кристином да оправда своје грешке из прошлости са Александром и обећава да ће се променити, ако буде ослобођен оптужнице за убиство. |                    |                      |                            |                     |
| 17 | 17                 | Пресуда              | Милена Грујић              | 21. октобар 2021.   |
| Суђење Бранку је у завршници. Судија изриче пресуду и проглашава Бранка кривим за убиство из нехата. Бранко је незадовољан, иако је осуђен на благу казну — две године условног затвора. Лидија се буди у непознатој приватној болници. Нико не жели да јој каже да ју је Бранко ту сместио, а ни од Веселина не успева да сазна ништа о Момчилу и Мањи. Ипак, одлучује да буде јака и учини све да нађе ћерку. У вили Кадића, сви се труде да угоде Бранку, а Кристина пристаје да поново спавају заједно. Бранко је решио да заведе ред у кући и породици након пресуде. Отпушта проблематичног шофера Михајла, Анастасијиног љубавника, због чега она бурно реагује. Тужилац Жељко Родић безуспешно покушава да сазна још Бранкових тајни од Александре, а она се кришом ушуња у свој стари атеље на Бранковом имању. Приликом случајног сусрета у Војиновом ресторану, Жељко признаје Бранку да је на страни његовог највећег конкурента. Ни Стефан ни Бранко се не кају због својих поступака, не желе да праве компромисе и растају се у мржњи. Кристина је незадовољна јер Бранко нема разумевања за сина. Припит и раздражен због свађе са Стефаном, Бранко свој бес истреса на Кристину, због чега јој позли. Полусвесна, Кристина саопштава мужу да је трудна. Бранкову радост због принове засени Александра, која се усељава у свој атеље, без Бранковог знања и дозволе. |                    |                      |                            |                     |
| 18 | 18                 | Александрина тајна   | Милена Грујић              | 25. октобар 2021.   |
| Након што се уселила у вилу Кадића, Кристина тражи од Александре да разговарају. Александра покушава да својим коментарима испровоцира Кристину и да је повреди. Кристина сумња да Александра има скривене намере, али је упозорава да у томе неће успети. Бранко тражи од Андрије да се реши Александре и саопштава му да жели да искључи Стефана из тестамента. Лидија излази из менталне установе и враћа се кући. Тешко се носи са ситуацијом и не успева да се помири с тим да не зна где јој је ћерка. Очајна Лидија покушава самоубиство, а Бранко схвата да јој није добро и одлази са Николом код ње. Када дођу до њене зграде, затичу је без свести. Никола на све начине покушава да спаси Лидијин живот, а Бранко не жели да се сазна за то. Анастасија сазнаје да је Кристина трудна, што је тера да смисли нови план: жели да направи дете са Огњеном. Александра наговара Стефана да се помири с Бранком и не бира средства да то учини, али Стефан остаје при својој одлуци. Сатерана у ћошак, Александра му саопштава да Бранко није Анастасијин отац и да мора да се помири с оцем како би добио наследство. |                    |                      |                            |                     |
| 19 | 19                 | Анастасијин отац     | Милена Грујић              | 26. октобар 2021.   |
| Александра покушава да убеди Бранка да се помири са Стефаном и говори му да Анастасија није његова ћерка. Бранко је бесан због овог, јер није први пут да му Александра спомиње ту причу, али је сигуран у своје очинство, зато што је проверио тестом пре много година када је Александра први пут покушавала да га уцењује преко тога. То не смањује ефекат који Александра наставља да шири око себе овом причом. Бранко сазнаје да је Војин склопио пословни договор без њега. Војин покушава да се оправда пред Бранком, зато што нико од њихових пословних партнера није желео да сарађује са човеком који је био оптужен за убиство. Бранко је ван себе од беса због овога, сигуран да је Војин могао својим утицајем да издејствује посао и за њега да је желео. Александра открива Војину да је он Анастасијин отац и моли га да поприча са Стефаном да се помири са Бранком. Војину је све ово потпуно шокантно и не види због чега би се мешао, али му Александра прети да ће открити њихову давну аферу. Након разговора са Војином, Стефан одлучује да разговара са Бранком, али као и увек њихов разговор се не одвија у добром правцу. Стефан долази у вилу Кадић пијан и Бранко га као и увек напада за његове разне поступке, што потпуно излуди Стефана. Он у налету беса излети из виле и седне на мотор, пада и хитно га пребацују у болницу. Стефан је у коми са могућим оштећењем мозга. |                    |                      |                            |                     |
| 20 | 20                 | Помирење             | Милена Грујић              | 27. октобар 2021.   |
| Док је Бранко у болници поред Стефана, који и даље лежи у коми, Кристина одлази са доктором Николом на пиће. Никола покушава да се допадне Кристини, али она је резервисана упркос његовом шарму. Иако је Александра забринута да се можда неће ни пробудити из коме, Стефан се буди, али се ничега не сећа. Лидија, мислећи да Кристина зна где се налазе Момчило и Мања, покушава да јој се извини и сазна детаље, али јој Кристина упорно тврди да она нема појма где се они налазе. Угљеша Динић, муж Кристинине покојне сестре, од своје нове супруге добија савет да ћерку Ана Марију пошаље код тетке Кристине, која се лепо снашла у Београду. У току сеансе коју Никола покушава да одржи са Лидијом, на њено изненађење се појављује Стефан, који је пуштен из болнице и који се коначно измирио са својим оцем. Иако је Бранко пресрећан што се Стефан вратио кући и што ће добити дете са Кристином, још увек је забринут да ли ће Стефан успети да се врати у нормалу. Угљеша изненада долази у посету Кристини у намери да Ана Марију пошаље код ње, како би јој обезбедио какву-такву будућност. Кристина пристане на то, жељна да упозна своју сестричину. Подстакнута Кристином трудноћом, Анастасија убеђује Огњена да је прави моменат да они имају бебу, у намери да очврсне савез између две породице и осигура свом оцу сигурно тло под ногама. Иако Огњен покушава да скрене Војину пажњу да не треба да инсистира на наплати зајма од Бранка у овом моменту, Војин му ставља до знања да је код њега у животу све подређено интересу, а не емоцијама и ипак од Бранка тражи наплату 9 милиона евра дуга. Ана Марија коначно долази у вилу, а Александра тако добија могућност да сазна нешто више о Кристининој прошлости. |                    |                      |                            |                     |
| 21 | 21                 | Лов                  | Марија Перовић             | 28. октобар 2021.   |
| Да би отплатио дуг и коначно се извукао из финансијских проблема, Бранко решава да оде на састанак и позајми новац од криминалца и зеленаша Лазара Рајића, игноришући Анастасијина упозорења. Она успева да се кришом провуче на састанак, где покушава да заштити интересе Бранка и Кадвест групе. Ана Марија и Стефан се зближавају, што Александра не одобрава. Војин на свом имању организује лов и ловачки ручак за целу породицу. Приликом одласка у лов, Александра примећује Кристину како јаше на коњу. Сакрива се у жбуњу и пуца у правцу Кристине, због чега се коњ уплаши и збаци Кристину на земљу. Бранко не може да верује да је његовој супрузи пало на памет да иде на јахање док је трудна. Пошто стомак почне изненада да је боли, хитна помоћ пребацује Кристину у приватну клинику из страха да не изгуби бебу. Анастасија и др Тошковић се упуштају у романсу. |                    |                      |                            |                     |
| 22 | 22                 | Побачај              | Марија Перовић             | 1. новембар 2021.   |
| Након пада са коња, Кристину хитно пребацују у болницу. Док чека да се њена операција заврши, Бранку се у чекаоници придружује Огњен, који не зна где је Анастасија. Анастасија ноћ проводи са др Николом и сазнаје за његовог покојног полубрата, али и да је променио каријеру – да је некада био неурохирург, а да је сада психотерапеут. Кад се врати кући, Александра покушава да јој се приближи и нуди јој помоћ, а Огњен слути да му је жена неверна. У болници, гинеколог Милојевић саопштава Бранку да је Кристина изгубила бебу и да постоји велика опасност по њен живот уколико поново затрудни. Бранко бурно реагује, а Александра ликује због Кристинине несреће. Кристина је сломљена и не жели да се врати кући. Гинеколог одлучује да је задржи у болници због лошег психичког стања, али након разговора са др Николом, Кристина одлучује да се врати кући. За то време, Стефан и Ана Марија су на журци у дрифт клубу, где Стефан прихвата изазов и пристаје да се трка. Он губи трку, али ипак добија нежности од Ана Марије. Завршавају на његовом сплаву, али се између њих ништа више не деси, јер Стефан не може да заборави Лидију. Андрија долази са лошим вестима из Азије. Једини начин да се спасе пројекат је да допру до тајкуна Рашида Ахмеда. Александра чује њихов разговор и одлучује да контактира Рашида, свог бившег љубавника. Незадовољан односом са Ана Маријом, Стефан признаје Лидији да је још увек воли и проси је, али она га отера од себе. |                    |                      |                            |                     |
| 23 | 23                 | Састанак             | Марија Перовић             | 2. новембар 2021.   |
| Кристина је очајна након побачаја, а Бранко је забринут за њу и безуспешно се труди да је орасположи. Одлучује да ангажује психотерапеута др Николу Тошковића, иако је Кристина против тога. Истовремено, Бранко покушава на све начине да дође до мистериозног арапског бизнисмена Рашида Ахмеда, кључног за опстанак великог пројекта у бившој совјетској републици. За то време, Александра је допутовала у Дубровник на састанак са Рашидом, својим бившим љубавником. Стефан испробава везе са девојкама, због чега је Ана Марија љубоморна. Огњен напушта компанију свог стрица Војина Константиновића и прелази у Бранкову компанију. Анастасија сазнаје да је трудна, али крије новости од мужа. Свом љубавнику др Николи саопштава да не жели то дете. Уз помоћ терапеута Тошковића, Лидија се психички опоравила и почела да ради у Кадвест групи. Са друге стране, Војин јој нуди помоћ у проналажењу Момчила и Мање. Када Кристина коначно смогне снаге да изађе из кревета и суочи се са породицом, Анастасија је понизи и подсети на губитак који је доживела. Александра позива Бранка да хитно дође у Дубровник, док она са Рашидом обнавља романсу. Огњен кришом прочита поруку на Анастасијином телефону и побесни, када сазна за заказану киретажу. Бранко без поздрава одлеће у Дубровник, а Кристина осветнички пристаје на терапеутске сеансе са др Николом, који јој се очигледно набацује. |                    |                      |                            |                     |
| 24 | 24                 | Психијатар           | Марија Перовић             | 3. новембар 2021.   |
| Бранко путује у Дубровник да се нађе са Рашидом Ахмедом и преговара око земљишта на Блиском истоку, па у међувремену зове Кристину и поново покушава да је наговори да оде код психијатра Тошковића. Кад стигне у вилу у Дубровнику, Бранко открива да је Александра сама и да има другачије планове, а да ће им се Рашид придружити тек следећег дана. Видевши папарацо фотографије иза којих стоји Александра, а које приказују Бранка како је масира поред базена у Дубровнику, Кристина пада у очај. Револтирана Бранковим понашањем, Кристина пристаје да се види са Тошковићем који јој се набацује све време: позива је на вечеру и покушава да је заведе. Анастасија је у великој дилеми око абортуса. Због љубоморе према Кристини за коју мисли да се набацује Тошковићу, Анастасија говори Огњену да је њихов брак био пословни договор по ком је Бранко требало да има користи, а она је остала трудна само да би била конкуренција Кристини. Ана Марија се одомаћила у вили Кадић и набацује се Стефану, што не одобравају ни Кристина, ни Александра. Ана Марија планира реванш трку у којој Стефан треба да победи, па кад се то деси њих двоје одлучују да проведу ноћ заједно. После успешног договора са Рашидом у коме је Бранко испао још агресивнији и озбиљнији играч од њега, Александра успева да га заведе уз шампањац на балкону дубровачке виле. |                    |                      |                            |                     |
| 25 | 25                 | Сукоб                | Марија Перовић             | 4. новембар 2021.   |
| Кристина зауставља Николу пре него што спавају заједно. Он је заљубљен у њу, али она не жели да вара свог мужа. Бранко се враћа кући из Дубровника и покушава да објасни Кристини да су слике из таблоида са Александром намештаљка, али му она не верује. Огњен је бесан на Анастасију због њених планова да абортира и жели да се разведе. Стефан и Ана Марија су заједно и планирају да остану изоловани неко време, далеко од свих. Стефан одлучује да постане ауто-тркач. Анастасија одлази на абортус, а Огњен то говори Бранку. Он одлази на клинику да је заустави, али му она говори да свакако није имала снаге да то уради и да ће родити. |                    |                      |                            |                     |
| 26 | 26                 | Контрола             | Марија Перовић             | 8. новембар 2021.   |
| Бранко уз поклоне честита Анастасији на томе што је, ипак, одлучила да заржи дете и не абортира и посаветује је да се измири са Огњеном. Кристина је незадовољна својим положајем у породици, али јој Бранко саветује да потражи помоћ код психотерапеута Николе Тошковића. Сада, када је Анастасија, коначно, завршила са Огњеном и одлучила да, ипак, задржи дете, покушава да озваничи љубавну везу са др Николом Тошковићем, који је заљубљен у Кристину. Анастасијино ново раме за плакање постане игром случаја Александра, која тим приближавањем покуша да се дубље инфилтрира у породицу. Кристина, такође, покушава да купи још мало времена и говори Николи да је сачека још мало док донесе коначну одлуку о томе да ли ће стварно оставити Бранка. Због овог, Никола је веома дрзак у разговору са Бранком, говорећи му да је главни кривац због Кристинине депресије управо он. Бранко саветује Анастасију и Огњена да живе под истим кровом, чак иако се не слажу, ако ни због чега другог, онда због детета које ће да се роди ускоро. |                    |                      |                            |                     |
| 27 | 27                 | Бранково слепило     | Марија Перовић             | 9. новембар 2021.   |
| У страху од реакције породице на њихову везу, Ана Марија и Стефан проводе готово четири месеца сакривени на Стефановом сплаву и доносе одлуку да се венчају. Анастасија је у 30. недељи трудноће, због чега је Огњен пресрећан и не слути да му је жена безнадежно заљубљена у др Николу Тошковића. На излазу из зграде Кадвест групе, маскирани бициклиста баца бомбу на Бранка, али Огњен га спашава фаталног исхода. Ипак, након експлозије, Бранко схвата да је изгубио вид. Неколико дана касније, Бранко се код куће навикава на живот у мраку. Добија мистериозни пакет у коме се налази паметни штап за слепе. Бранко бурно реагује и уништава штап, када сазна да је пошиљалац Лазар Рајовић, загонетни бизнисмен за кога сумња да стоји иза експлозије. Инспекторка Милица Дошен испитује укућане о могућим мотивима за напад на Бранка, а највећи стручњак за офталмологију у земљи коначно стиже у вилу Кадића и констатује да је Бранково слепило психосоматске природе. Сви су шокирани вешћу да су се Ана Марија и Стефан венчали, што покушавају да сакрију од Бранка, како се не би додатно узнемирио. Бранко одбија понуду за сарадњу од Војина, који користи Лидију да би дошао до поверљивих информација из Кадвест групе. Бранко покушава да нађе правни пут до Лазара Рајића, иако нема доказа да је он одговоран за напад. Кристина не жели да открије Бранку своју везу са психотерапеутом Николом и тражи му развод док је хендикепиран. Анастасија и Александра почињу да уходе Кристину и Николу, а план је да обелодане њихову везу и тако се заувек реше Кристине. |                    |                      |                            |                     |
| 28 | 28                 | Саслушање            | Марија Перовић             | 10. новембар 2021.  |
| Бранко је испитивао прошлост др Николе Тошковића и сазнаје детаље о његовом брату који је у прошлости радио за његову компанију. Николин брат је страдао, што Огњен и Бранко сматрају проблематичним, али Бранко одлучује да ће о томе попричати насамо са Николом. Александра покушава да помогне Анастасији у борби против Кристине и да јој се на тај приближи као мајка, али Анастасија одбија њену помоћ. Док се Бранко припрема за саслушање, неко му прети, али то га неће поколебати. Он на специјалном саслушању оптужује Лазара Рајића, који тог дана такође треба да буде саслушан. Лазар се не појављује на суду, већ шаље свог адвоката који предочава члановима комисије да органи Србије немају надлежност над Лазаром или његовом компанијом. Бранко је ван себе од беса, јер је мислио да ће коначно моћи да се сазна истина о Рајићу. Огњен игнорише Анастасију, која је лудо заљубљена у Николу. Бранко добија анонимни мејл са фотографијом Кристине и Николе, који су послале Анастасија и Александра. Бранку се враћа вид, али он то никоме не говори, осим Јовану. |                    |                      |                            |                     |
| 29 | 29                 | Љубомора             | Марија Перовић             | 11. новембар 2021.  |
| Бранко се претвара да је још увек слеп, како би тестирао чланове своје породице. Никола раскида са Анастасијом без објашњења, због Кристине. Александра покушава да убеди Бранка да Стефана одвоји од Ане Марије, али он није за то заинтересован, већ покушава да сазна да ли је Стефан у стању да преузме компанију од њега. Када Кристина открије да Бранко тајно поседује њене фотографије са Николом, постаје љубоморна и љута на њега пошто је шпијунира и одлучује да заувек оде. Бранко открива да је Николин полубрат настрадао радећи за њега и покушава да са њим реши однос и објасни му да није крив за смрт његовог полубрата. Војин говори Лидији да њеног мужа и ћерку у иностранству финансира Бранко. Тражи од ње да шпијунира Бранка, што она одбија. Огњен саопштава Бранку да се разводи од Анастасије, али га Бранко моли да не журе са тим. Бранко нуди Огњену да га наследи у компанији, на шта Огњен каже да ће размислити. Бранко саопштава Кристини да је Никола манипулатор и упозорава је да је спреман на све јер је овде да би му се осветио. Кристина након тог сазнања прекида сваку комуникацију са Николом, који се надао да ће она због њега да напусти Бранка. Након раскида са Кристином, Никола зове Анастасију, која пристаје на помирење. Након препирке са Александром, сломљена Кристина одлучује да напусти Бранка, па спакује кофере и одлази на аеродром. Бранко сазнаје где је отишла и стиже је на аеродрому. Тамо успева да је убеди да му се врати. |                    |                      |                            |                     |
| 30 | 30                 | Забава               | Марија Перовић             | 15. новембар 2021.  |
| Бранко још увек крије да је прогледао како би открио Војинове намере и тестирао Кристинину верност. Кристина је незодовољна због Ана Маријиног самовољног и расипничког понашања. Анастасија, у поодмаклој трудноћи, планира да организује прославу венчања Стефана и Ана Марије у вили, а на изненађење свих, Александра је подржава. Незадовољан Стефановим избором супруге и професије возача ауто-трка, Бранко жели да усвоји свог зета Огњена. Војин има Александрину подршку да то спречи, а њихова емотивна веза постаје све озбиљнија. Кристина пристаје да помогне Анастасији у припреми забаве и покушава да упристоји Ана Марију за ту прилику. Ипак, сестричина не слуша њене савете и на забави се појави вулгарно одевена, а понашање јој је неприкладно за угледно друштво у ком се нашла. Доктор Никола прихвата да прискочи у помоћ колеги неурохирургу у хитном случају и тако се враћа старој професији, коју је напустио због смрти пацијента. На забави, Огњен затекне Анастасију и Николу како се љубе. Она жели развод, али Никола је моли да буде стрпљива. Када је Анастасија оптужи за крађу огрлице, пијана Ана Марија јој злобно открива да Бранко није њен отац, због чега је Анастасија очајна. Кристина дефинитивно ставља тачку на аферу са доктором и мири се са Бранком. Након журке, Анастасија одвлачи Александру у ауто и прети јој да ће у саобраћајној несрећи убити и њу и себе и бебу, ако јој не призна ко јој је отац. Александра јој говори да постоји могућност да јој је Војин отац, а Анастасија губи контролу над возилом и доживљавају удес. |                    |                      |                            |                     |
| 31 | 31                 | Беба                 | Марија Перовић             | 16. новембар 2021.  |
| Након удеса, Александра пролази са лакшим повредама, а Анастасија се у болници превремено порађа. Беба је у животној опасности са малом шансом да преживи. Анастасија је у депресији, не жели да види ни бебу, ни чланове породице, а посебно не Бранка јер зна да постоји могућност да јој он није отац, већ Војин. Након што је сазнала да је Ана Марија рекла Анастасији да јој Бранко можда није отац, Александра јој нуди новац да напусти Стефана и потпише папир којим би њихов брак могао бити поништен. Ана Марија је уцењује да ће показати тај папир Стефану и тражи још већу своту новца. Александра пристаје и Ана Марија одлази. Након што је Војин уцењује, Лидија је приморана да спава са Огњеном, како би из његовог компјутера украла пословну тајну. Кристина сазнаје да је Александра изазвала њен побачај када је намерно пуцала из пушке да би Кристина пала с коња. Кристина и Александра се жестоко потуку, али је Кристина надвлада. Упркос томе што је изгубила у физичком окршају, Александру обрадује вест да је детектив Мирко Зец пронашао Кристининог бившег мужа Марка Јаковљевића. Још више је обрадује чињеница да су Кристина и Марко заправо и даље формално у браку. |                    |                      |                            |                     |
| 32 | 32                 | Мајка и син          | Ненад Огњеновић            | 17. новембар 2021.  |
| Огњенова и Анастасијина беба одлази на операцију и изгледа као му да се здравље поправља. Међутим, Анастасија не реагује најбоље на ситуацију у којој се налази. Она не жели да види бебу и одбија било чију бригу. Због оваквог Анастасијиног стања, Огњен улази у расправу са њом око старатељства над дететом. Поред ситуације са Анастасијом и дететом која га мучи, Огњен открива да је Лидија та која је одавала информације о Бранковој компанији Војину. Момчило и Мања нестају без трага у џунгли у Јужној Америци. Тимови спасилаца их траже, а Лидија покушава све што може да би сазнала шта је са њих двоје. Бранко сазнаје све што се десило са Анастасијом и проблемом очинства и због чега је изазвала удес док је била са Александром у колима. Александра уцењује радника са Војиновог имања како би рекао Кристини да она није имала никакве везе са пуцњем који је уплашио коња ког је јахала и због чега је изгубила дете. Кристина не верује у његову причу и сигурна је да је Александра крива за то. |                    |                      |                            |                     |
| 33 | 33                 | Пиштољ               | Ненад Огњеновић            | 18. новембар 2021.  |
| Бранко и Војин коначно требају да ураде тест очинства како би се доказало ко је заправо Анастасијин отац. Војин успе толико да испровоцира Бранка коментарима на Лидијин рачун, да га он физички нападне. Тест на крају показује да је Бранко ипак Анастасијин отац. Стефан одлучи да крене за Ана Маријом која је у Бечу. Налази је са неким јефтиним фотографом, са којим се уједно и мува. Стефан не може да верује да је Ана Марија то изабрала, али она га дословно тера од себе, зато што жели да гради каријеру фото модела, а не да вечито буде у сенци Кадића. Александра и Војин су све ближи. Бранко коначно успева да уговори састанак уживо са Лазаром Рајићем. Лидија добија вест да је Момчилов и Мањин џип пронађен, али не и њих двоје. Верујући да су погинули, она криви Војина што ју је држао у неизвесности и припрема пиштољ, у жељи да га убије. Кристина то схвата и покуша да је заустави. Док се боре око пиштоља, он опали. |                    |                      |                            |                     |
| 34 | 34                 | Фрагмент             | Ненад Огњеновић            | 22. новембар 2021.  |
| Никола треба да изведе веома компликовану операцију Лидије, у којој би требало да јој извади зрно из дела мозга где се налази центар за говор. Кристина је веома напета како ће проћи операција, зато што је Лидија једина која би могла да је ослободи кривице за евентуални покушај убиства који би јој могао бити приписан. Бранко за то време лети у Лондон да се први пут сусретне и упозна са Лазаром Рајићем, за шта је издвојио 50.000 евра. Иако је састанак био договорен у тачно време, Лазар касни што ствара нервозу код Бранка. Операција пролази успешно, али је и даље неизвесно хоће ли Лидија моћи да говори кад се пробуди из коме или не. Бранко на састанку са Рајићем покушава да му понуди неку врсту сарадње на обострану корист, али Рајић то одбије говорећи да му је циљ да Бранка у потпуности избаци из посла. Бранко побесни и оде са састанка назад за Београд. Стефан је у Бечу, покушавајући да пронађе утеху у проституткама. На Николин савет, Кристина одлази кући, да би избегла испитивање од стране полиције, док се Бранко не врати назад. Војин и Александра код ње у атељеу прослављају пословни успех, након чега се Војин осмели и поново пита Александру да ли жели да се уда за њега. Након што Бранко угледа Војина како излази из Александриног атељеа, настане свађа у којој први пут отворено искажу мржњу коју осећају један према другом. |                    |                      |                            |                     |
| 35 | 35                 | Изнуда               | Ненад Огњеновић            | 23. новембар 2021.  |
| Лидија долази у вилу Кадића. Кристина жели да јој боравак у вили буде што пријатнији, док Лидија показује нетрпељивост и напада Кристину, кривећи је за своје проблеме. Стефан упознаје младића са ових простора у кафићу у Бечу и поверава му своје проблеме. Он схвата ко је Стефан и намерава то да искористи. Предлаже му да заједно крену за Београд. Када стигну у град, покушава да га уцени. Тада избија сукоб између њих, који се завршава тако што их полиција обојицу приводи. Долази инспектор и испитује Кристину о случају с Лидијом. Александра примети инспекторку и нуди јој помоћ, покушавајући да доведе Кристину у незгодну ситуацију. Бранко заказује састанак управног одбора и смишља како да се суочи с проблемима у компанији. Анастасија и Огњен завршавају у кревету. |                    |                      |                            |                     |
| 36 | 36                 | Два принца           | Ненад Огњеновић            | 24. новембар 2021.  |
| Анастасијино новорођенче долази кући из болнице, док је Стефан заглавио у затвору због физичког напада. Одбија помоћ Бранка и његовог адвоката кад схвати да га отац криви јер верује да се Стефан вратио свом хомосексуалном начину живота. Бранко инсистира да се Стефан изјасни да је крив, јер је ударио човека и да их тако поштеди судске тужбе, али Стефан упорно одбија његову помоћ. Особље куће узбуђено дочекује Огњена и Анастасију са бебом и Сузану, медицинску сестру која ће се бринути о њему. Кристина је узбуђена што ће имати бебу у кући, али Анастасију разбесни њена жеља да је узме у руке и због тога јој забрани да убудуће проводи време са њеним сином. Александра пристаје да се уда за Војина. Током велике расправе у Бранковом кабинету, којој присуствује цела породица, Стефан их оптужује да су га присилили да буде стрејт, а затим одбацили жену коју је заволео. Говори им да морају да прихвате да је геј и да мрзи све оно за шта се залажу, али да их и воли и затим одлази из виле. Бранко добија још један мејл који потврђује да су Момчило и Мања мртви, па тешка срца саопштава Лидији лоше вести, због чега му она у налету туге и очаја исприча шта се догодило у ноћи пуцњаве са Кристином. Лидија потом наставља да тоне у депресију и постепено се враћа у старо стање психозе. Кад чује бебу Бранка како плаче, одлази до његовог креветића мислећи да је Мања и узима га. |                    |                      |                            |                     |
| 37 | 37                 | Амбис                | Ненад Огњеновић            | 25. новембар 2021.  |
| Александра испред свог атељеа у Бранковом дворишту гради шатор за своје венчање са Војином од ране зоре и без најаве, што јако нервира Бранка и Кристину. Кристина покушава да откаже скуп тако што ће га забранити, али без успеха. Никола прегледа Лидију и предлаже јој да неко време буде у приватном лечилишту о трошку Кадића, док се не опорави јер је нервно лабилна. Упркос Анастасијином негодовању, Огњен одводи њиховог сина на гробље где су му сахрањени родитељи, што доводи до још једне брачне свађе. Ипак, на крају, он даје све од себе да се помири са Анастасијом. Огњен саопштава Бранку да је њихов инострани партнер Рашид изгубио свој утицај. Рашидов брат, Фарух, покушава да од Бранка извуче новац, али га Бранко избацује из канцеларије. Фарух одлази код Николе и говори му да је Бранко крив за смрт његовог брата. Николи се поново буди жеља за осветом. Бранко и Кристина одлазе на своје имање, како би избегли да буду код куће током Александриног венчања. Огњен прети Николи да остави Анастасију на миру. Управо од Огњена, Никола сазнаје да је Бранко на имању ван града, па одлази тамо. Александра налази Кристининог првог мужа Марка Јаковљевића преко детектива Мирка Зеца. Војин доживи срчани удар пре венчања, током сексуалног односа са Александром. Док је Бранко на јахању, Никола га напада и он пада са коња и остаје да лежи сам у шуми. Неко киднапује Бранковог унука током гужве у кући због припрема за венчање. |                    |                      |                            |                     |
| 38 | 38                 | Николина освета      | Катарина Живановић Ћеранић | 29. новембар 2021.  |
| Након сукоба са др Николом, Бранко без свести остаје да лежи поред језера на свом планинском имању. Уплашена Кристина је алармирала горску службу и локалну полицију, која започиње потрагу. У вили Кадића, забринути Огњен и Анастасија схватају да је мали Бранко нестао, а прва особа на коју сумњају је бебиситерка Сузана. Међутим, Сузана има алиби, али инспектор Кочић открива Анастасији и Огњену детаље Сузанине везе и њене криминалне радње са др Николом. Бранко долази свести и Анастасија на кратко успева да га добије на мобилни, али батерија му се испразни пре него што успеју да га лоцирају. Војин је преживео инфаркт, али је у критичном стању. Александра инсистира да се венчају у болници и потеже све везе да то омогући. Почиње олуја над планинским имањем Кадића која гуши Бранкове позиве упомоћ. Спасиоци у чамцима безуспешно траже Бранка у језеру. Таман кад су спасиоци хтели да одустану од потраге, очајна Кристина случајно чује Бранков јаук. Бранко је спасен и превезен у болницу, где сазнаје за Војиново тешко стање и отмицу свог унука. Сумња на умешаност др Николе у отмицу, који је у међувремену дао отказ у болници. Бранко открива полицији да је управо Никола крив за његов пад. За то време, непозната жена у скромној кући љуља малог Бранка, док гледа како медији преносе изјаве забринуте породице о отмици. |                    |                      |                            |                     |
| 39 | 39                 | Кров                 | Катарина Живановић Ћеранић | 30. новембар 2021.  |
| У Сремској Митровици, болесна стара жена и њен унук Максим гледају обраћање породице Кадић јавности, током ког Александра помиње њеног и Бранковог првог сина Адама, који је као беба отет и никада није враћен. Старица на самрти говори Максиму да је он Адам Кадић и да га је она украла кад је био беба. Максим напушта Сремску Митровицу и одлази у Београд како би сазнао ко је у ствари. Анастасија је бесна на своје родитеље јер јој нису рекли ништа о Адаму. Она им говори да би добро размислила о рађању детета да је знала са каквим притиском се носи њена породица. Док се Војин опоравља од инфаркта, Александра и он планирају венчање. Озваничење њихове везе је једино што је Александри тренутно битно. Лидија нестаје из виле Кадића и нико не зна где се налази. Због тога, Бранко сумња да је она отела Анастасијину бебу и сви покушавају да јој уђу у траг. Под притиском, Лидија се пење на кров зграде са бебом коју све време зове Мања. Покушавају да је спусте сигурно, али она у нервном растројству баца бебу преко ивице, али се испостави да је то била обична лутка. |                    |                      |                            |                     |
| 40 | 40                 | Болничко венчање     | Катарина Живановић Ћеранић | 1. децембар 2021.   |
| Алекса Гркинић, гробар и отац Александриног некадашњег љубавника Радета, мора неодложно да оде из куће, па доводи комшиницу да причува бебу. Док чува бебу, комшиница обавља кућне послове и успут гледа вести на телевизији, где уочи сличност између фотографије несталог Бранка и Алексиног мистериозног госта. Зове полицију и обавештава их да је највероватније отета беба поред ње. Бранку и Огњену јављају вест. Адам се чекира у руинираном хотелу Ла Мираж, који се реновира. Александра лобира да се организује венчање са Војином у болници, где и сазна да је мали Бранко спасен. Александра се појављује у вили, бесна на Бранка што јој нико ништа није јавио о малом Бранку. Лидија одлази у санаторијум. Анастасија, умирена повратком малог Бранка, одлази у хотел да провери како напредује реновирање и тамо упознаје Адама (Максима). Сутрадан саопштава Бранку да жели да се разведе и да се посвети каријери као менаџер хотела Ла Мираж. Бранко пристаје. Адам долази у његову канцеларију да му се представи, али наилази на хладно Бранково одбијање и оптужбу да је преварант. Александра и Војин се венчавају у болници, али одмах после чина венчања Војин умире. |                    |                      |                            |                     |
| 41 | 41                 | Тестамент            | Катарина Живановић Ћеранић | 2. децембар 2021.   |
| Након Војинове смрти, Александра тугује, а једина особа која јој се нашла у овом тешком периоду је Војинов братанац и њен зет Огњен. Александра се сукобљава са Анастасијом јер се не осећа довољно вољено и сматра да је запостављена у односу на Бранка. Иако је Анастасија узбуђена због ангажмана на новом пројекту, хотелу Ла Мираж, срећу јој квари Огњен, који сматра да због посла неће моћи довољно да се посвети њиховом сину Бранку. Упркос лошим односима између њих две, Кристина даје све од себе да помогне Анастасији да превазиђе брачну кризу, међутим она одбија њену помоћ. Адам среће Анастасију у хотелу и покушава да је заведе, али му не полази за руком. Разочаран, жели да оде из Београда, али га вест о Војиновој смрти задржи ту, са надом да ће доћи до своје мајке, Александре. На читању Војиновог тестамента, Бранко сазнаје да је Војин заправо Лазар Рајић и да је он направио пакао од његовог живота и покушао да га убије. Војин оставља свој иметак Александри и Огњену, као и својом оданом особљу. Након много перипетија, Адам успева да дође до Александре и да јој каже да је управо он Бранков и њен давно изгубљени син. |                    |                      |                            |                     |
| 42 | 42                 | Брат и сестра        | Катарина Живановић Ћеранић | 6. децембар 2021.   |
| Анастасија је посвећена реновирању Ла Миража, међутим Огњен сматра да не посвећује довољно времена њиховом сину, па опет избија свађа између њих двоје. Адам наставља да флертује са Анастасијом, која не зна да су брат и сестра. Бранко реши да се распита о Максиму Терзићу, па са Јованом и Кристином одлази у Сремску Митровицу. Посете гробље и сазнају да је Максим Терзић мртав. Потом одлазе код матичара у старачки дом, који признаје да је дете уписао под другим именом како би учинио својој покојној рођаци. Адам се усељава код Александре, која му нуди посао у Констант холдингу. Анастасија и Адам седе на пићу, а када Александра наиђе и ослови их братом и сестром, Анастасија се разбесни и оде. У кући Кадића сви већ верују да је то Адам, осим Анастасије, која је огорчена на њега и говори да га никада неће прихватити. Кристина и Бранко позивају Адама на вечеру, која се лоше завршава. Александра жели да напакости Кристини, тако што налази Марка Јаковљевића, човека са којим је Кристина и даље законски браку не знајући то. |                    |                      |                            |                     |
| 43 | 43                 | Марко                | Катарина Живановић Ћеранић | 7. децембар 2021.   |
| Бранко покушава да се спријатељи са Адамом, али је он арогантан и одбија Бранка. Александра саопштава Марку да зна да је он технички и даље ожењен Кристином. Марко ипак пристаје на Александрин план и конкурише за посао тренера тениса у Ла Миражу. На разговору за посао, Марко се свиди Анастасији, али се она држи на дистанци од њега након што сазна да је Кристинин бивши муж. Огњен прекида да ради за Кадвест груп и почиње да ради за Александру, како би био Бранков доушник изнутра. Александра је одушевљена Огњеновом одлуком, несвесна његовог плана, али је Адам сумњичав и непријатељски настројен према Огњену. Јован жели да да отказ како би отишао у Париз код своје ћерке Круне, која има приватних проблема. Бранко га наговара да то не уради и да позове Круну да живи са њима у вили, на шта Јован на крају пристане. |                    |                      |                            |                     |
| 44 | 44                 | Круна                | Катарина Живановић Ћеранић | 8. децембар 2021.   |
| Јованова ћерка Круна се враћа из Париза у Београд, након што је раскинула веридбу и сели се у вилу Кадић на Бранков позив. Јован је убеђује да се врати у Париз и обнови веридбу како би класно напредовала и избегла његову судбину. Круна је решена да остане у Београду, а нарочито када сретне Огњена и њих двоје се присете заједничких успомена из детињства. Круна од послуге сазнаје да је Огњенов и Анастасијин брак пун проблема. Марко се запослио у хотелу Ла Мираж, али одбија да учествује у Александриним сплеткама. Међутим, Александра намести да се Марко и Кристина наводно случајно сретну. Кристина се потресе и присећа се њеног и Марковог брака и његових проблема са алкохолом. Она оштро искритикује Анастасију, мислећи да је она запослила Марка како би њој напакостила. Анастасија се невешто брани, јер је савест очигледно гризе. Бранкова фирма је у проблему, јер не могу да набаве грађевинску дозволу за свој пројекат, па Бранко преговара са Невеном Максићем, секретаром Министарства грађевинарства, како би он заступао његове интересе. Александра примећује да Адам има импулсивни темперамент на оца и прети му да ће се окренути против њега као што је и против Бранка, ако не обузда своје понашање. Адам и Огњен се посвађају на послу у Констант Холдингу, али Адам сасвим неочекивано реши да реновира Огњенову канцеларију као знак пажње. |                    |                      |                            |                     |
| 45 | 45                 | Ла Мираж             | Катарина Живановић Ћеранић | 9. децембар 2021.   |
| Кристина говори Бранку да је љута јер је запослио Марка у Ла Миражу и да то намерно ради јер зна да јој је он бивши муж. Он каже да не зна и да ће га отпустити уколико треба. Кристина схвата да иза тога вероватно стоји Анастасија и попушта. Адам се налази са својом бившом девојком, која је фармацеуткиња и искоришћава је да му да морфијумске фластере које ће касније помешати са кетамином, како би почео са тровањем Огњена. Анастасија преко друштвених мрежа сазнаје да је Стефан у Индонезији. Бранко одмах покреће потрагу за њим. Круна постаје дадиља Анастасијином и Огњеновом сину. Кристина и Александра купују исте хаљине за отварање хотела. Невен Максић и Александра су у њеном стану, где га она заводљиво убеђује да стане на њену страну и не помогне Бранку. Адам одлази у Огњенову канцеларију и отровном смешом премазује његов сто и компјутерску тастатуру. Потом долази на прославу отварања Ла Миража, где спопада Круну и улази у конфликт са Огњеном. Анастасија пијана плеше са Марком пред свима. Александра чека Невена Максића у хотелској соби. Међутим, он се не појави, јер му Бранко припрети да мора да остане уз њега, иначе ће открити тајне из његове прошлости. Александра побесни. Марко говори Кристини да су још увек формално у браку. |                    |                      |                            |                     |
| 46 | 46                 | Требиње              | Катарина Живановић Ћеранић | 13. децембар 2021.  |
| Огњен се осећа конфузно и дезоријентисано након што кетамин којим га Адам трује крене да делује. Други примећују да са њим нешто није у реду, али Огњен одбија помоћ и тврди да је само уморан. Кристина напрасно одлази у Требиње како би дефинитивно сазнала истину о свом и Марковом браку. Тамо открива да њих двоје и даље нису формално разведени. Бранко ненајављено долази код ње у Требиње и пружа јој пуну подршку, говори јој да ће решити правне проблеме и да њихов однос није доведен у питање, али по повратку у Београд када Кристина каже да жели лично да поприча са Марком о разводу јер му толико дугује због година проведених у заједничком животу, Бранко се изнервира и наљути на Кристину. Јован примећује одређену хемију између Круне и Огњена и наређује Круни да га се клони, јер је он још увек у браку са Анастасијом. Стефан крстари Индонезијским морима када се догоди несрећа – јахта којом плови експлодира. |                    |                      |                            |                     |
| 47 | 47                 | Медаљон              | Миливој Пухловски          | 14. децембар 2021.  |
| Кадићи су ужаснути вестима о Стефановој несрећи и све информације које долазе из Индонезије указују на то да је он мртав. Међутим, Бранко је упоран и одлази у Индонезију у потрагу за Стефаном јер верује да је жив, а упркос његовом противљењу, са њим креће и Александра. Након што чује вести о несрећи у Индонезији, Угљеша, Ана Маријин отац, долази код Кристине и тражи од ње део Стефановог наследства које Ана Марији припада као Стефановој супрузи, али га Кристина избацује. Касније, Угљеша напада Кристину, али јој Марко притиче у помоћ и успева да је одбрани. Кристина и Марко затим делом изгладе односе, а Марко јој враћа медаљон за који је била емотивно везана, а који је он узео пре много година. Кристина се присећа и лепих и ружних момената које је имала са Марком у браку. Јован моли Огњена да не покушава било шта да има са Круном. Он тада нападне Јована, под токсичним дејством кетамина, али се убрзо сабере и извињава се. Бранко и Александра трагају за Стефаном у Индонезији, али и даље не налазе никакве конкретне информације. Александра покушава да Бранку убаци црв сумње да Кристина обнавља свој однос са Марком. Бранко испрва одбија да размотри ту идеју, али се касније и сам забрине када сазна да се Кристина и Марко виђају. |                    |                      |                            |                     |
| 48 | 48                 | Потрага              | Миливој Пухловски          | 15. децембар 2021.  |
| Бранко је у хотелу на Балију, где нестрпљиво очекује Данка Кесића, са којим треба да лети за Сулавези. Бранко не губи наду. Жели да сазна било какву информацију која би му помогла у проналаску Стефана. Уместо Данка, у Бранкову собу улази Александра, која, након краће расправе, успева да га убеди да и она пође авионом за Сулавези. Огњен и даље пати за Анастасијом. Под дејством кетамина, постаје све непредвидивији. То на крају примећује и Круна, која му се најпре отворено удвара позивајући га у биоскоп, али је Огњен одбија. Круна му, након биоскопа, препричава утиске и признаје му своја осећања. Круна и Огњен се пољубе, али је он, у налету страсти, ослови са „Анастасија“. То Круну очигледно повреди и она разочарано и увређено одлази. Целу ситуацију користи Адам, који је позива на вечеру, на шта она пристане. Исте ноћи, Адам је силује. Угљеша узнемирава Кристину, али јој у помоћ притиче Марко, који јој помаже да се реши напорног Угљеше. Бранко и Александра од Данка Кесића добијају информације да су пронађени остаци Стефанове одеће и да он није преживео. Бранко не верује у ове тврдње. Наређује да се Стефанов партнер Борис првим летом пребаци за Београд. Бранко, такође, ангажује видовњака Јакшу Доловића, верујући да ће он ући у траг несталом Стефану. Ни Бранко, као ни остатак породице, не знају да је уместо Бориса за Београд пребачен управо Стефан. |                    |                      |                            |                     |
| 49 | 49                 | Ана Марија           | Миливој Пухловски          | 16. децембар 2021.  |
| Бранко наставља своју потрагу за Стефаном, сада уз помоћ видовњака. Сви у породици сматрају да је Бранко изгубио разум и да не може да се помири са истином да је Стефан мртав. Кристина је веома забринута за њега, да губи додир са реалношћу јер не иде на посао и потпуно се изоловао од свега. Анастасија схвата колико Кристина воли Бранка и њих две почињу да се зближавају и закопавају ратне секире. Кристини је јасно да је Анастасија све време само покушавала да заштити свог оца. Александра организује помен за Стефана, како би сви могли да наставе са својим животима. Једино Бранко одбија да оде, зато што не верује да је Стефан мртав. Александра успешно заводи Марка, упркос чињеници да је он био бесан на њу што га је лагала. На запрепашћење свих, Ана Марија се појављује у вили Кадића, са бебом за коју тврди да је Стефанов син. |                    |                      |                            |                     |
| 50 | 50                 | Давид                | Миливој Пухловски          | 20. децембар 2021.  |
| Огњен постаје све луђи због Адамовог тровања. Сви почињу да примећују његову промену у понашању, али верују да је то повезано са послом. Круна се још увек опире Адамовом насртању, а Јован је још једном упозорава да се клони мушкараца у вили. Круна, међутим, тврди да заслужује више од тога да буде слуга ниже класе и да жели да живи живот на високој нози. Александра коначно одлучује да почне да ради у Констант холдингу и тражи да је упуте у све детаље послова који су договорени годинама уназад. Адам није одушевљен што ће Александра бити у близини, али труди се да делује хладнокрвно. Он покушава да сазна колико је акција Кадвест групе Бранко поклонио свом унуку, док истовремено Александра добија упозорење да држи Адама на оку због његове непредвидиве нарави. Ана Марија не жели да одгаја дете и нуди Давида Кристини, претећи јој да ће га повести са собом у Беч док се она бави својом манекенском каријером, па ће тамо наћи некога да га одгаја. Шокирана Кристина тражи помоћ од Бранка који смишља план: Кадићи нуде Ана Марији 100.000 евра да поведе Давида са собом у Беч и да му буде мајка. Ана Марија то одбија, али пре него што отпутује, покаже мало саосећања и жаљења због детета, па понуди да Бранко и Кристина усвоје Давида. Кристина оклева, али је веома узбуђена и на крају пристаје. У добро опремљеној приватној болничкој соби у Београду, на интензивној нези, лежи Стефан, за кога сви мисле да је Борис. Стефан почиње да долази свести, али стање му је још увек нестабилно. |                    |                      |                            |                     |
| 51 | 51                 | Лудило               | Миливој Пухловски          | 21. децембар 2021.  |
| Огњенова нарав постаје све опаснија по околину, а и по њега – почиње да бесни због тога што му је дете плакало читаву ноћ, али га Круна смирује. Иако је постао превише бесан и негативно утиче на своју околину, Круна брани Огњена код Кристине говорећи како је она била заљубљена у њега још од кад су били деца. Адам покушава да уплете Огњена у пословни скандал који је покојни Војин имао са Лазаром Рајићем, како би га потпуно дискредитовао код Бранка. Марко наставља да заводи и Анастасију и Александру, купујући им обема поклоне. Након сазнања да Бранко и Кристина намеравају да усвоје Стефановог сина Давида, Александра се уплете у читаву причу и одлучна је у намери да тражи старатељство над својим унуком. Будући да Кристинин развод од Марка још није завршен, Бранко објашњава да морају да сачекају два месеца како би усвојили Давида. Док бесно тражи Анастасију јер није поред свог детета, Огњен је налази саму у Марковој хотелској соби. У налету беса, физички је напада, али наилази Марко и успева да га спречи. Забринута због Огњеновог понашања, Александра одлучује да га пошаље на одмор. Адам јој признаје да је Огњенову канцеларију офарбао отровном, смртоносном смешом, али се ту не зауставља. Како би заштитио себе, Адам прети Александри да ће је, ако га пријави или разоткрије, уплести у своју мрежу и да ће рећи да је све инструкције добио управо од ње. |                    |                      |                            |                     |
| 52 | 52                 | Два путника на Хвару | Миливој Пухловски          | 22. децембар 2021.  |
| Бранко разговара с Анастасијом и покушава да је умири како би превазишла проблеме које је имала с Огњеном. Када се Огњен појави у вили Кадића, Бранко покушава да разговара са њим, али Огњен не жели да га слуша и њихов сукоб се продубљује. Адам и Александра упадају у сукоб и међу њима влада напетост, али Адам хвата Александру на сентименталност, пребацујући јој да се није трудила да га пронађе. Огњен потписује папире за развод. Анастасија се захваљује Марку што ју је спасио и одлучује да отпутује на Хвар како би се опоравила и склонила од свега. Огњен изгледа све лошије, а Адам га убеђује да потпише уговор којим преписује деонице свог сина у Бранковој компанији Александри. Огњен се сукобљава с Марком на тениском терену, пада у несвест и завршава у болници. Александра је забринута да се не сазна зашто му је позлило. Марко се појављује у Анастасијином хотелу на Хвару на њено изненађење, а Адам изводи Круну на вечеру очекујући њену пословну помоћ. |                    |                      |                            |                     |
| 53 | 53                 | Тровање              | Станислав Симић            | 23. децембар 2021.  |
| Огњен је у болници после колапса који је имао. Кристина је забринута за Бранка који је све време са Огњеном, нарочито зато што је Бранко већ недавно имао трагичан губитак – нестанак сина Стефана, с којим се тешко помирио. Адам и Александра су у у страху да ће се све открити, а уједно су и у затегнутим односима због тога што је Огњен завршио у болници. Александра не пушта Адама да иде да посети Огњена, у страху да ће их одати, док Адам мисли да је она та која је изгубила самоконтролу. Адам детаљно сређује канцеларију, да би сакрио трагове отрова. Јован тражи од Бранка да Круни да отказ јер јој није плаћао факултет да би она радила као дадиља малом Бранку. Марко покушава да се нађе Анастасији као пријатељ на ког може да рачуна, заправо користећи ситуацију да јој се набацује. Нико још увек не зна шта је са Огњеном. Адам га посећује да би се уверио шта лекари знају. Адамов стари познаник, др Јеврић га изненади посетом. Круна посећује Огњена у болници и покушава да му каже да је заљубљена у њега, али он пада у сан јер је још увек лоше. Адам нуди Круни да ради за њега као преводилац. Александра такође посећује Огњена у болници да би открила да ли се сазнала истина о тровању или не. Стефан се спрема за излазак из болнице јер је добро након успеле трансплантације. Када Александра коначно одлучи да се види са Бранком и каже му да је она власница Огњенових деоница, Бранку јављају из болнице да је откривен узрок Огњенових неуролошких проблема, а то је тровање неуротоксином. |                    |                      |                            |                     |
| 54 | 54                 | Спајање компанија    | Станислав Симић            | 27. децембар 2021.  |
| Адвокат Андрија долази да помогне Бранку Кадићу да се ослободи Александре која се домогла Огњенових деоница у Кадвест групи. Александра организује да се Огњен пребаци у болницу у Швајцарској, како би се опоравио, односно да би био што даље од фирме коју су Адам и она сада преузели, искористивши његову менталну слабост да потпише штетне уговоре. Адам се противи Александриној одлуци да иде са Огњеном у Швајцарску, јер тако даје више времена Бранку да је спречи у намери да Кавдест груп припоји Констант холдингу. Бранко долази у болницу и спречава Александру да одведе Огњена у Швајцарску, јер се лекари са тим не слажу. Он убеђује Огњена да се из болнице врати кући, односно у вилу Кадић, без обзира на ситуацију са Анастасијом. Доктор објашњава Бранку да се Огњен отровао говеђим анестетиком кетамином и да нема појма где се сусрео са овом супстанцом. Бранко успева да среди да се нико од чланова управног одбора не појави на састанку на ком Александра планира да споји фирме. Круна током ноћи долази у Огњенову собу и спава са њим. Доктор обећава Бранку да ће му помоћи да добије папир о томе да је Огњен био неурачунљив због токсина. Кристина види Анастасију како се љуби са Марком и упозори је да га се клони, јер може бити агресиван. Анастасија у то не верује. Круна после ноћи проведене са Огњеном више не жели да ради за Адама. Међутим, Адам је упоран. Ана Марија преко адвоката јавља да ће дати старатељство над Давидом Бранку и Кристини. Стефан сачека Анастасију испред Ла Миража и моли је да не каже Бранку да је жив. Ипак, Анастасија му шаље фотографију Стефана испред Ла Миража, у тренутку кад му Александра упада у канцеларију, спремна на жучну расправу. |                    |                      |                            |                     |
| 55 | 55                 | Стефанов повратак    | Станислав Симић            | 28. децембар 2021.  |
| Кристина предлаже Бранку да пође са њим у Ла Мираж, али он одлучује да оде сам, јер још није сигуран да ли је на слици видео Стефана или некога ко пуно подсећа на њега. Бранко у Ла Миражу не затиче Стефана, који је предосетио очев долазак и отишао. Сутрадан, Бранко од Анастасије сазнаје да је Стефан отишао за Врање. Он констатује да је Стефану потребна финансијска и медицинска помоћ и одлучи да крене за њим. Бранку такође полази за руком да направи договор са Невеном, док Александра покушава да га придобије на своју страну, али јој то не успева. Александра притиска Адама да нађе начин да дође до чланова одбора. Анастасија и Огњен разговарају и изгладе односе. Огњен се враћа у канцеларију и жели да поврати позицију коју је имао, што Адама и Александру доводи у незгодан положај. Марко доставља Кристини папире за развод, а она га упозорава да не повреди Анастасију. Александра примећује Анастасијину заинтересованост за Марка. Круна пристаје да оде на пословни састанак са Адамом као преводилац, иако је Огњен одговара од тога. Адам превари Круну и на силу је одвози у мотел, где покушава да је напаствује, али срећом, стиже Огњен који је спашава у последњем тренутку. Бранко стиже у Врање и проналази хотел у ком је Стефан смештен. Кад га коначно сретне, Стефан је хладан и одбија да има било какве везе са породицом Кадић. Бранко му саопштава да има сина. |                    |                      |                            |                     |
| 56 | 56                 | Очеви и синови       | Станислав Симић            | 29. децембар 2021.  |
| Стефан, због сазнања да има дете, ипак одлучи да се врати назад. Огњен и Круна се венчавају у дворцу Капетаново. Александра, Анастасија и Кристина грле Стефана, који се први пут сусреће и упознаје са својим братом Адамом и сином Давидом. У току су планови за финализацију спајања Кадвест групе и Констант холдинга. Анастасија и Марко настављају своју емотивну везу. Како би напакостила Бранку и Кристини, Александра говори Стефану да је Бранко од Ана Марије „откупио“ малог Давида, са циљем да га „поклони“ Кристини која не може да има децу. Стефан не може да поверује да је Бранко био спреман да уради тако нешто и бесно се упути у Беч да пронађе Ана Марију. |                    |                      |                            |                     |
| 57 | 57                 | Тајно венчање        | Станислав Симић            | 30. децембар 2021.  |
| Круна и Огњен се враћају у Београд после венчања. Она је претерано забринута због Анастасијиних осећања. Јован није срећан због њиховог брака. Огњен намерава да тужи Александру због подметања уговора о преносу власништва над деоницама, али Бранко то не дозвољава, јер ће медији искористити чињеницу да је био привремено неурачунљив да униште његов углед. Огњенов и Крунин брак Анастасији није по вољи. Она говори Огњену да је срећна због њих двоје, али се разбесни у тренутку кад случајно затекне Круну док држи малог Бранка и говори му да га воли као да јој је рођени син. Стефан одлази у Беч како би пробао да убеди Ана Марију да се врати у Београд и да заједно одгајају Давида, као права породица. Адам наилази на Круну и говори јој да је глупа што се удала за Огњена, оптужујући је да је то учинила само због новца. У Бечу, Стефан изводи Ана Марију у ресторан, где му она каже да не намерава да се врати у Београд и да изиграва породицу са хомосексуалцем. Такође му даје до знања да је не занима да упозна Давида и да би абортирала да се није уплашила. По повратку у Београд, Стефан доноси одлуку да се са Давидом исели из виле и да одгаја сина као самохрани родитељ. Бранко и он се посвађају због те одлуке, а Кристина безуспешно покушава да их смири. |                    |                      |                            |                     |
| 58 | 58                 | Управни одбор        | Станислав Симић            | 3. јануар 2022.     |
| Бранко је нервозан око састанка који га чека. Анастасија позива Стефана да буде у Ла Миражу, пошто не жели да живи у породичној кући. Симеон Декић сматра да више ништа не могу да ураде и да ће Александра преузети Бранкову компанију. Бранко је нервозан, јер се осећа као да су га запослени издали. На састанку се, на Александрину иницијативу, изгласа спајање две конкурентске компаније. Бранко такође гласа за, како би остао у игри и имао увид у дешавања. Анастасија и Огњен су се поново зближили преко сина, што нервира Круну. Бранко тражи хитан састанак са Александром, јер постоје неке нелогичности у уговору око спајања. Александра га позива у свој стан, а он невољно пристаје. Круна и Кристина се зближавају. Приватни детектив Мирко Зец је нашао доказе да је Невен Максић био у вези са малолетницом и доставља их Александри. Новинарка Клара Манић добија позив од Александре, која јој говори да има велику вест за њу. Бранко одлази код Александре, која безуспешно покуша да га заведе. |                    |                      |                            |                     |
| 59 | 59                 | Породична вечера     | Станислав Симић            | 4. јануар 2022.     |
| Новинарка која долази код Александре по вест покуша да из Стефана извуче где је био све ово време. Марко и Анастасија су у тајној вези. Стефан и Бранко су у сукобу, а Кристина покушава да их зближи. Невен Максић сазнаје да неко покушава да га уништи и мисли да је то Бранко, међутим он га убеди да то није истина. Александра жели да Стефан и Адам сарађују, па их шаље заједно на терен ван града. Стефан посећује Лидију у психијатријској установи, али она не жели да је више посећује. Бранко успева да надмудри Александру и захваљујући градском архитекти добије ексклузивне локације за градњу за своју компанију. Александра тражи од Марка да остави Анастасију. Нуди му новац, али кад он то одбије, она му уђе у хотелску собу док је он под тушем и легне у кревет, претходно пославши Анастасији поруку да дође. Када Анастасија уђе у собу и затекне Александру и бесно оде, мислећи да је Марко вара са њом. Марко не успе да је убеди да је то намештаљка. Кристина позива Стефана на вечеру, како би побољшала однос њега и Бранка. Он пристаје, али не успева да дође, јер остаје дуже са Адамом на терену. Бранко инстиктивно криви Стефана. |                    |                      |                            |                     |
| 60 | 60                 | Претње               | Станислав Симић            | 5. јануар 2022.     |
| Бранко безуспешно покушава да се помири са Кристином, која је љута због његовог понашања. У медијима излазе информације о афери Невена Максића са малолетницом. Стефан се сели у нови стан са Давидом. Он признаје свом адвокату Кости Дедовићу да је геј, али, за сад, њих двојица одлучују да буду пријатељи. Марко објашњава Анастасији да је Александра наместила све и да није имао аферу са њом, али му Анастасија не верује. Александра жели да поправи односе са Анастасијом, те јој објашњава да је спавала са Марком како би њу спасила од пропалог тенисера, али јој ћерка не опрашта и јасно ставља до знања да је од сада на Кристининој страни. То испровоцира Александру, која иницира окршај са Кристином, који кулминира тучом у базену. Бранко их види како се туку у води, па одржи предавање Кристини пред Александром. Кристину то толико испровоцира да се исели из куће. Бранко покушава да је наговори да се врати, али она одбија. Адам сазнаје да његове мрачне тајне излазе на видело. Круна сазнаје да је трудна и Огњен се радује тим вестима. Александра уцењује Јована да ће рећи Круни истину о њеној мајци. Са пиштољем у рукама, Невен напада Александру због тога што му је уништила живот и каријеру, али је Бранко спасава. |                    |                      |                            |                     |
| 61 | 61                 | Сплав                | Станислав Симић            | 6. јануар 2022.     |
| Круна и Огњен, који чекају дете, живе у вили Кадића уз Бранков благослов. Анастасија и Огњен су у пријатељском односу, после свега. Анастасија, која је успела да изгради диван однос са Кристином, моли Бранка да се помире. Стефан саопштава Анастасији да планира да се са својим сином одсели. Живеће у свом стану са сином и својим пријатељем и адвокатом Костом. Марко се у Ла Миражу мува око Кристине, међутим, не наилази на топли дочек. Александра зна за брачну кризу Бранка и Кристине, па безуспешно покушава да се преко посла и деце зближи са Бранком. Александра је љута на Адама што је у сукобу са Стефаном, па одлучује да га избаци из тестамента. Невен Максић у алкохолисаном стању тражи помоћ од Бранка јер му је неко сместио случај силовања. Верује да је у питању Александра. Адвокат саопштава Бранку да је спремио све папире за Стефана, пошто Бранко жели да му поклони деонице фирме. Због незгоде, бебиситерка оставља малог Давида са Костом у стану. За то време, Стефан је у посети код Лидије. Бранко у стану затиче Косту са својим унуком и побесни, али Стефан наилази у прави час. Мирко Зец тражи од Александре новац за своје коцкарске дугове, али она га избацује. Анастасија од др Јеврића, Адамовог психијатра који је дошао на конгрес у Ла Мираж, сазнаје да је Адам имао први успешан судски поступак који је водио као млад адвокат, где је као отров служио баш кетамин. Сумњичава да је он одговоран за Огњеново тровање, она разговара са Огњеновим доктором о дејству кетамина на људе. Круна поносно саопштава Адаму да је трудна са Огњеном и да су њих двоје завршили. На ултразвуку Круна открива да је беба месец и по дана старија него што је мислила, из чега закључује да је затруднела са Адамом када ју је силовао. Бранко планира да тужи Стефана и узме му старатељство над Давидом и то саопштава Андрији. Александра позива Кристину да се нађу у Констант холдингу, где јој нуди новац да оде једном заувек. Међутим, неко подмеће пожар, остављајући их заробљене, у немилосрдној борби за живот. |                    |                      |                            |                     |